# Ijuhya vitrea
Ijuhya vitrea är en svampart som beskrevs av Karl Starbäck 1899. Ijuhya vitrea ingår i släktet Ijuhya och familjen Bionectriaceae.   Inga underarter finns listade i Catalogue of Life.